# Дубовиця (Словаччина)
Дубовиця, або Дубовіця, Дубовіца (словац. Dubovica) — село, громада в окрузі Сабінов, Пряшівський край, Словаччина.
Уперше згадується 1278 року.
У селі є римо-католицький костел з 1717 року.

## Географія
Розташоване в північно-східній частині Словаччини в північно-західній частині Шариської височини в долині Дубовицького потока.

## Населення
| Рік:            | 1994. | 2004.   | 2014.   | 2024.   |
| --------------- | ----- | ------- | ------- | ------- |
| Кількість осіб: | 1421  | 1477    | 1479    | 1430    |
| Різниця:        |       | +3,94 % | +0,13 % | -3,31 % |

| Рік:            | 2023. | 2024.   |
| --------------- | ----- | ------- |
| Кількість осіб: | 1445  | 1430    |
| Різниця:        |       | -1,03 % |

У селі проживає 1528 осіб.
Національний склад населення (за даними останнього перепису населення — 2001 року):
- словаки — 99,31 %,
- чехи — 0,41 %,
- русини — 0,07 %.

Склад населення за приналежністю до релігії станом на 2001 рік:
- римо-католики — 97,66 %,
- греко-католики — 1,58 %,
- протестанти — 0,14 %,
- православні — 0,07 %,
- не вважають себе вірянами або не належать до жодної вищезгаданої конфесії — 0,55 %.